# Camporotondo Etneo
Camporotondo Etneo (Kampu[rru]tunnu in siciliano) è un comune italiano di 5 223 abitanti della città metropolitana di Catania in Sicilia.

## Geografia fisica

### Territorio
L'area del versante sud-orientale del vulcano etneo, occupata dal territorio comunale di Camporotondo, è senz'altro una delle più significative di tutta la regione etnea in quanto interessata da numerosi conetti eruttivi periferici e da rilevanti dislovazioni tettoniche ("le timpe").

## Storia
Camporotondo comune autonomo sin dal 1654, venne così denominato per la forma del suo originario centro abitato. Esso costituiva uno dei numerosi piccoli centri rurali ("casali") che attorniavano la città di Catania. Lo storico Fazello, nelle sue "De rebus siculis decades duae" (1560), cita Camporotondo tra quei villaggi noti come "le vigne dei catanesi o del Vescovo di Catania".
Quando il sovrano Filippo IV di Spagna ebbe la necessità di recuperare liquidità finanziaria, decise di alienare alcuni dei beni posseduti dal demanio regio in Sicilia, così i casali catanesi, e fra essi Camporotondo, si trovarono al centro di operazioni speculative di compravendita, il cui interesse era accresciuto dalla possibilità di conseguire, congiuntamente alla titolarità dei rispettivi borghi, anche i titoli nobiliari di pertinenza.
Fu il ricco cittadino genovese Giovanni Andrea Massa, ad acquistare il 22 dicembre 1645  "pro nominanda persona" Camporotondo ed alcuni dei numerosi casali che un tempo erano in proprietà del Vescovo di Catania. Parliamo di un vasto territorio che comprendeva il Monte Etna con tutti i suoi agri e tutti i suoi rigogliosissimi boschi e i casali (San Giovanni Galermo, Mascasia, Praci, Sampietro, Camporotondo, Rapisardo, Malpasso, Mompileri, Nicoloso, Lapidara, Tricastagni, Via grande, San Giovanni le Punte, San Gregorio, Santa Maria Belverde), per poi rivenderli successivamente. Il 18 aprile 1649, per 2.800 onze, Camporotondo venne acquistato da Antonio Reitano, ed il contratto pubblico di compravendita venne redatto dal notaio Antonio Mare di Messina.
Nel 1654, esso fu poi acquisito da Diego Reitano, che ottenne il titolo di Marchese di Camporotondo. Il territorio, così, fu soggetto alla giurisdizione autonoma civile e criminale ("mero e misto imperio") del marchesato, ma esentato da ogni sorta di vincolo di tipo feudale, in poche parole Camporotondo ebbe riconosciuta la propria autonomia e veniva amministrato da un “Leconte” che, benché nominato direttamente dal Marchese, operava in assoluta autonomia. Nel 1730 il marchesato passò, per via matrimoniale, alla principesca famiglia dei Natoli. Francesco Natoli, fu Marchese di Camporotondo, patriota e membro del Senato di Messina, si occupò di promuovere numerose leggi, era figlio di Pietro, secondo figlio di Francesco Natoli e Orioles, principe di Spirlinga e di Giulia Natoli.
Negli anni che seguirono, la popolazione del marchesato crebbe in misura esponenziale, passando dai 220 "fuochi" (famiglie) censiti nel 1602 ai 1.600 abitanti del 1655. Nel marzo del 1669 il paese venne completamente distrutto dalla lava, (si salvò solo il quartiere di S. Antonio) e così la maggioranza dei residenti decisero di trasferirsi altrove, tanto che nel 1681, il paese contava soltanto 593 abitanti. Il successivo terremoto del 1693, completò l'opera e la popolazione, scese nel 1714 a soli 181 abitanti. (370 abitanti nel 1737 e 565 nel 1798).
A seguito dell'abolizione del feudalesimo (1812) e delle riforme amministrative conseguenti alla nascita del Regno delle due Sicilie (1816), a Camporotondo si tennero le prime elezioni comunali ed il primo “Leconte Eletto” (sindaco) fu il notaio Giuseppe Pellegrino che resse l'amministrazione comunale per ben tredici anni.

## Infrastrutture e trasporti

### Strade
Il paese è raggiungibile dalle strade extra urbane provinciali che la collegano ai comuni limitrofi di Belpasso, Misterbianco e San Pietro Clarenza, alla frazione di Piano Tavola tramite viabilità urbana e dalla superstrada Catania - Paternò mediante gli svincoli di Piano Tavola (dal centro, attraverso la strada provinciale 14 e dalla zona industriale, tramite via Valcorrente).

### Ferrovie e mobilità urbana
- La stazione ferroviaria più vicina è quella di Belpasso-Piano Tavola, che si trova a poco più di due chilometri dal centro abitato. Dall'estate 2022, il paese è collegato, tramite navetta, con la suddetta stazione, il centro di Belpasso, Misterbianco e la sua zona commerciale, fino alla stazione di Nesima della Metropolitana di Catania, e con l'omonima stazione in superficie della Ferrovia Circumetnea; il servizio è sospeso nei giorni festivi.

- Il paese è servito da una linea di autobus extraurbani, fornita dall'AST, che lo collega alla città e ad alcuni comuni limitrofi; tale servizio è sospeso nei giorni festivi.

## Società

### Evoluzione demografica
Abitanti censiti

## Geografia antropica

### Frazioni

#### Piano Tavola
Il territorio di Piano Tavola, che si trova a sud, è diviso tra i territori di quattro comuni:
- Camporotondo Etneo
- Belpasso
- Misterbianco
- Motta Sant'Anastasia

La frazione di Camporotondo non possiede industrie ma diverse fabbriche a conduzione artigianale.